# C. Howard Crane
Charles Howard Crane (13 de agosto de 1885 - 14 de agosto de 1952) fue un arquitecto estadounidense activo principalmente en el Medio Oeste de ese país. Sus diseños incluyen el Fox Theatre y el Olympia Stadium de Detroit, Míchigan, y la LeVeque Tower de Columbus, Ohio.

## Biografía

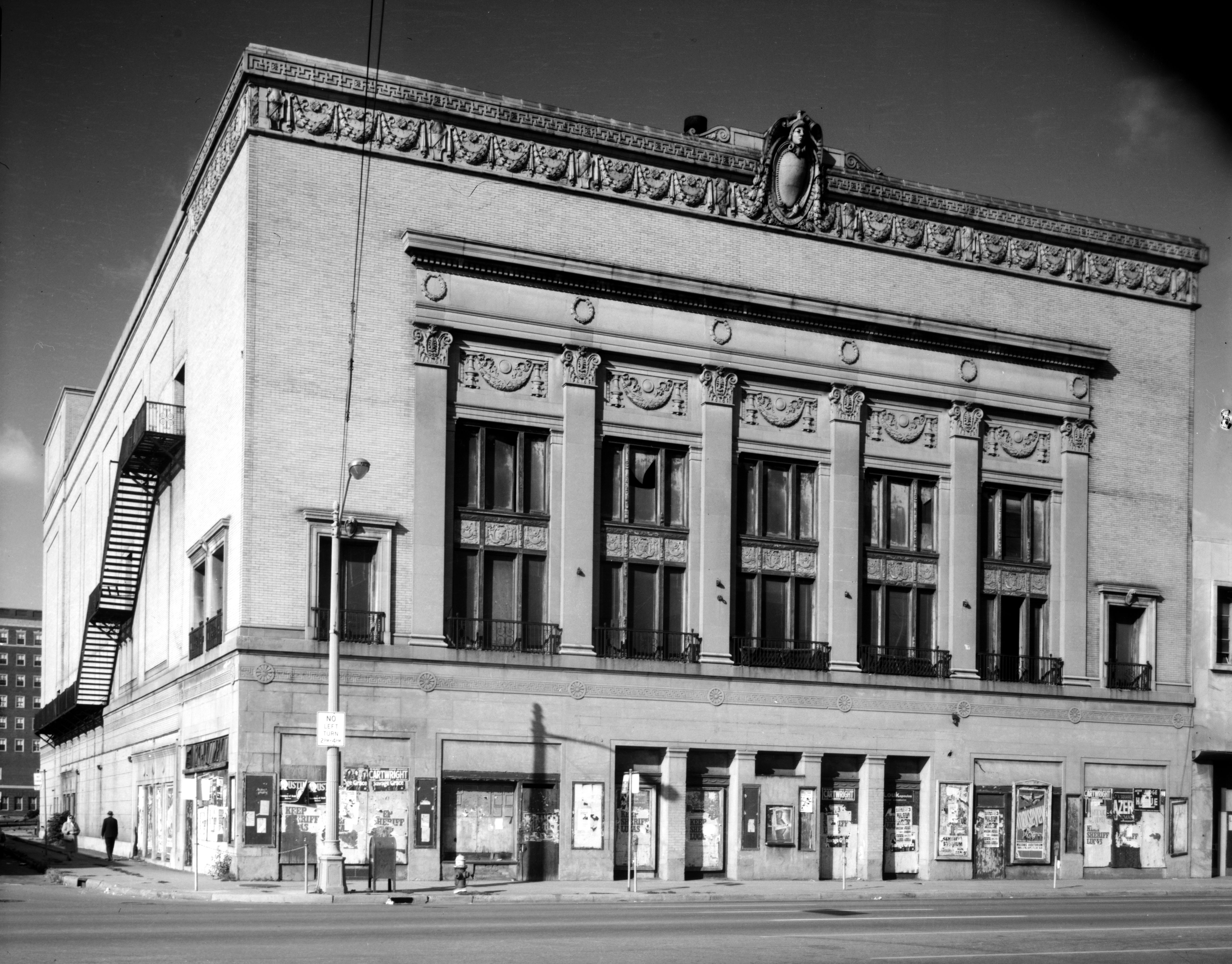
El Orchestra Hall en 1919.

Nacido en Hartford, Connecticut, Crane se mudó a Detroit en 1904. Trabajó como dibujante para varios estudios de arquitectura, incluidos Albert Kahn Associates, Smith, Hinchman & Grylls y la oficina de Gustave A. Mueller, antes de abrir su propia oficina en 1908.
Al igual que Thomas W. Lamb y John Eberson, Crane se especializó en el diseño de palacios de cine en América del Norte. La carrera de Crane incluiría unos 250 teatros en total, con 62 de ellos en el área de Detroit. 
En 1912, revisó el interior del Frank & Seder Building y lo transformó de un almacén a un teatro. Dentro de sus edificios residenciales se ebcuentra el Somerset Apartments, terminado en 1922.
Su Fox Theatre de 5174 localidades fue el más grande de los Fox Theatres y el segundo teatro más grande de Estados Unidos. El Fox Theater de 4.500 localidades en San Luis era su arquitectura gemela casi más pequeña. Estas fueron consideradas sus obras maestras arquitectónicas. Entre los cinco grandes teatros de Fox, Crane también diseñó el Brooklyn Fox (4.088 asientos, arrasados).
Crane también diseñó el Olympia Stadium (1927), que finalmente tuvo capacidad para 13.375 más espacio para 3.300. Este inmueble, utilizado por los Detroit Red Wings, fue arrasado en 1987.
Crane también diseñó muchos edificios de oficinas. La mayoría de sus muchos palacios de cine del centro de Detroit tenían torres de oficinas adjuntas que él diseñó (Fox, United Artists, State, Capitol). Sin embargo, la obra maestra de la torre de oficinas de Crane es LeVeque Tower con 47 pisos y 169 metros de altura en Columbus, Ohio.

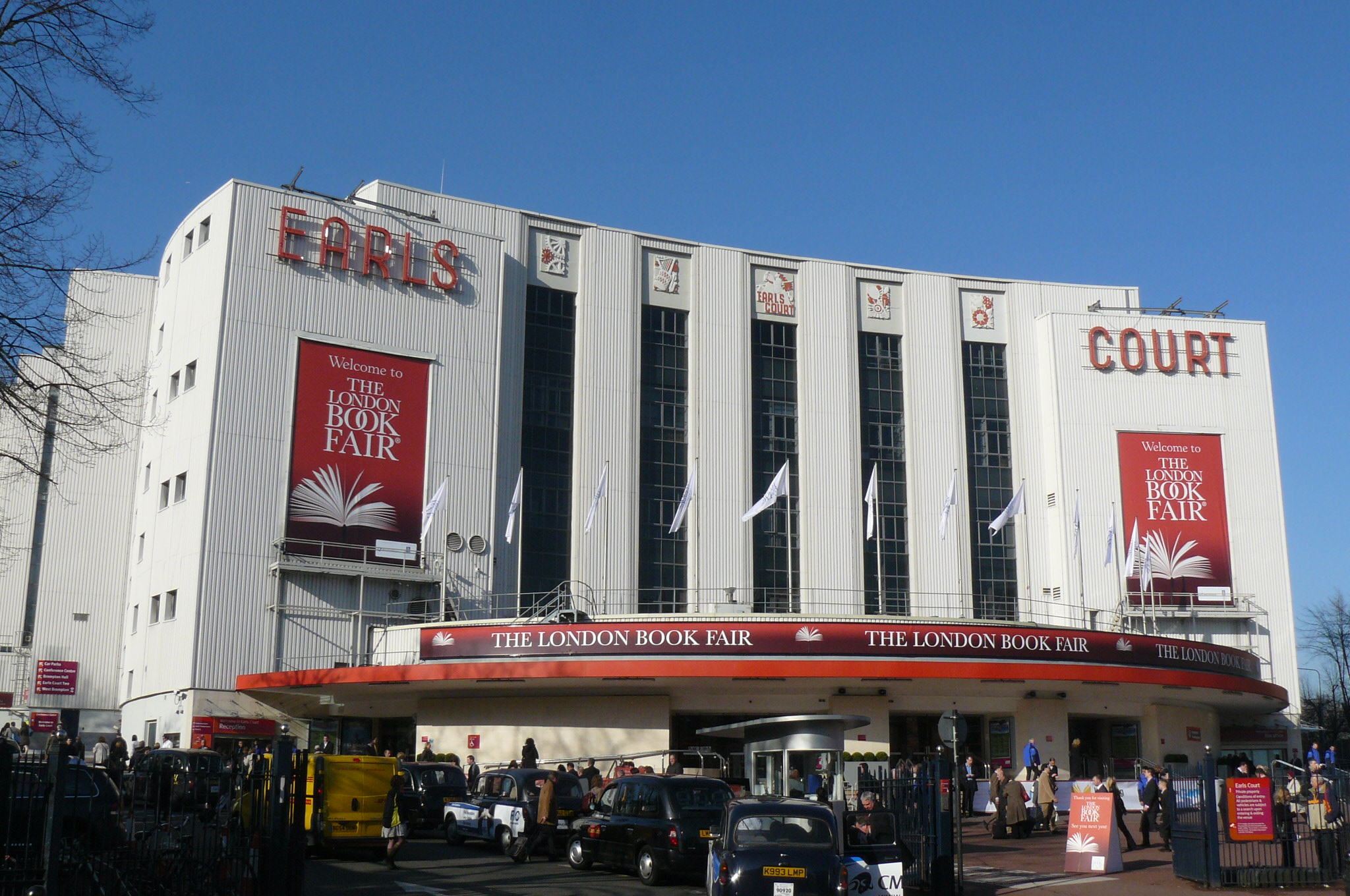
El icónico (y demolido) Centro de Exhibiciones Earls Court,

Debido a la Gran Depresión de 1929, las comisiones de teatro y oficinas de Crane se agotaron. Se desilusionó y en 1930 se mudó a Londres, Inglaterra, aunque mantuvo su oficina de Detroit abierta durante muchos años después de mudarse. Crane diseñó muchos cines en toda Gran Bretaña, pero con diseños mucho más domésticos que sus palacios estadounidenses.
La comisión más famosa de Crane en el Reino Unido fue el Centro de Exhibiciones Earls Court en Londres, Reino Unido, un centro de convenciones de arte moderno que abrió sus puertas en 1937. Cerró en 2014 y está previsto que sea demolido en 2015.
Crane regresó a visitar Detroit una o dos veces al año hasta la Segunda Guerra Mundial. Luego permaneció en Londres, donde murió y fue enterrado en 1952.

## Edificios diseñados por Crane

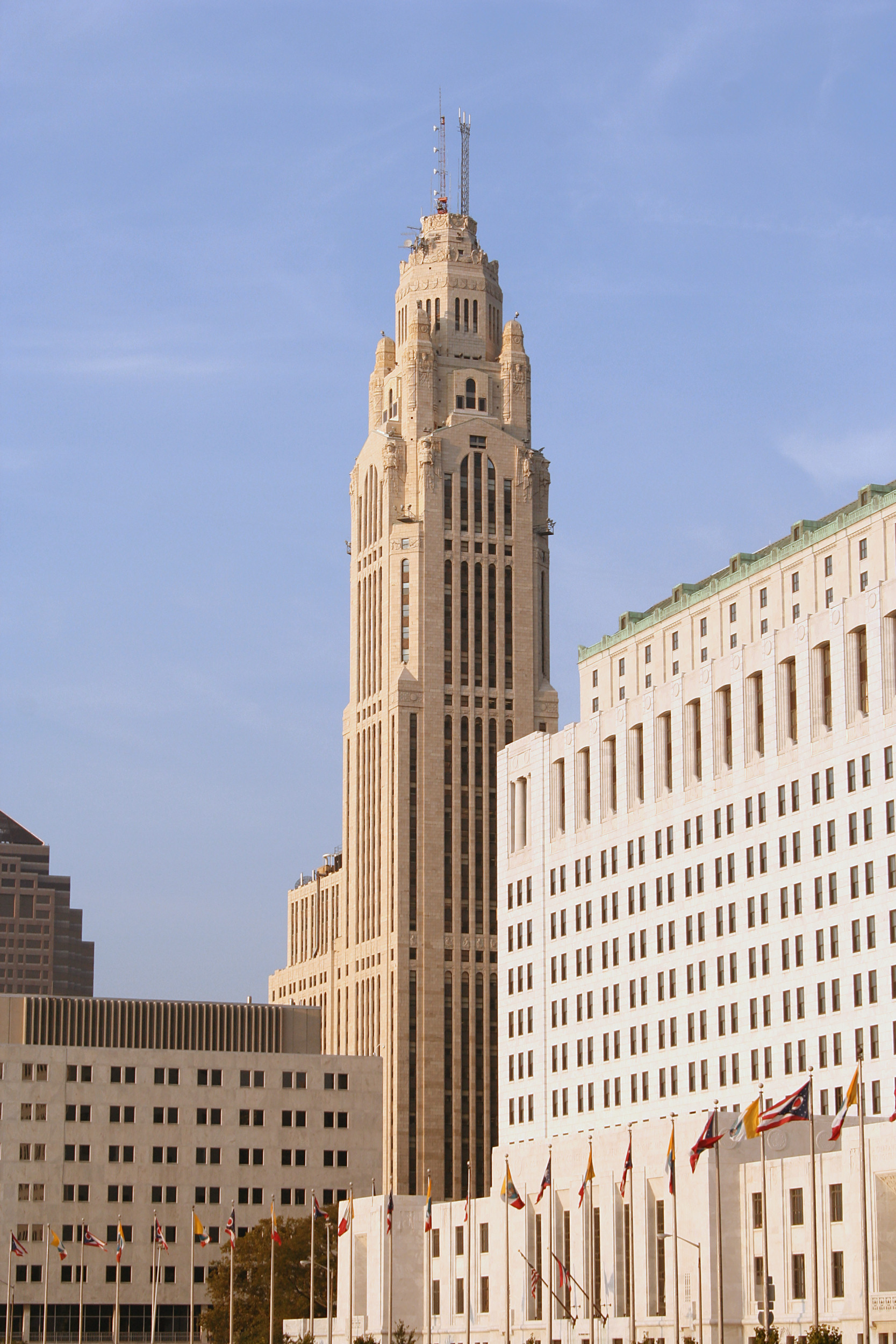
LeVeque Tower, 1927

Todos los edificios están ubicados en Detroit, a menos que se indique lo contrario.
- Majestic Theatre, 1915
- Liberty/Paramount Theatre, Youngstown, Ohio, 1918
- The Metropolitan 1919, Winnipeg, Manitoba, Canadá
- Orchestra Hall, 1919
- Old Walkerville Theatre, Walkerville, Ontario, Canadá, 1920
- Macomb Music Theatre, Mount Clemens, Michigan, 1921
- Detroit Opera House, 1922
- Temple Beth-El (conversión en teatro), 1922
- Somerset Apartments,[6] 1922
- World Theater, Omaha, Nebraska, 1922, renombrado en 1935 Omaha Theater, demolido en 1980
- Detroit Institute of Arts, 1923–27
- Lafayette Building, 1923 (demolido en 2010)
- Warner Theatre (antes Earle Theatre), Washington D. C., 1924
- August Wilson Theatre (antes Guild Theatre), Nueva York, 1925
- The Fillmore Detroit (antes State Theatre), 1925
- Film Exchange Building, 1926
- Detroit Olympia, 1927 (sede de los Detroit Red Wings hasta 1979; demolido en 1987)
- United Artists Theater, Los Ángeles, 1927
- LeVeque Tower, Columbus, Ohio, 1927
- United Artists Theatre Building, 1928
- Fox Theatre, 1928
- Fox Theatre, St. Louis, 1929
- Centro de Exhibiciones Earls Court, Londres, Reino Unido, 1937 (demolido en 2014)
- Vickers-Armstrongs (Aircraft) sede, Brooklands, Weybridge, Reino Unido, 1938